# 黃金村 (北海道)
黄金村（日语：〔〕／ Kogane mura */?）是北海道石狩支厅辖下的一个村，已于1907年4月1日，与滨益村合并为新的滨益村。辖区现在石狩市北部地区。

## 沿革
- 1902年4月1日-  川下村、尻苗村、清水村、柏木村、实田村合并为黄金村，成为北海道二级村。[1]
- 1907年4月1日-  黄金村、滨益村合并为滨益村，成为北海道一级村。
- 2005年10月1日-  滨益村、厚田郡厚田村编入石狩市。